# PL-12 (ミサイル)
PL-12（霹靂-12、簡体字:霹雳-12、拼音: Pili-12）、またはその輸出型SD-10（闪电-10（閃電-10）、Shan Dian-10）は、中国が開発した新型のアクティブ・レーダー・ホーミング中距離空対空ミサイルである。

## 概要
このミサイルはアメリカ合衆国のAIM-120 AMRAAMやロシア連邦のR-77といった、先進の空対空ミサイルに匹敵する性能を有すると言われている。アメリカのメディアでは動力性能はR-77を超えると伝えており、中国人民解放空軍はAIM-120C-4と同等と主張している。また、英国王立防衛安全保障研究所はAIM-120BとAIM-120C-5の中間に位置すると評価している。PL-12はJ-10やJ-11、FC-1などの中国の第4世代ジェット戦闘機に搭載される。

## 能力
デュアル・スラスト・ロケットモーター（燃焼パターンを2段階に変化させるロケット・モーター）を採用しており、最高速度はマッハ4以上。38Gでの機動が可能であり、9Gで回避機動を行う航空目標に対応できるとされる。

アクティブレーダー誘導は25～30kmの射程を持ち、撃ち離し能力を持つ。また、ECCM能力が非常に強く、いくつかの形式の電子ジャミングに効果的に対抗することができ、一般的な電子ジャミング方式をカバーしているとされる。

## 運用国

### 現用
- パキスタン - 2023年時点で、パキスタン空軍がPL-12を保有している[6]。